# سیارک ۳۷۳۷
سیارک ۳۷۳۷ (به انگلیسی: 3737 Beckman، نامگذاری:1983PA) سه هزار و هفتصد و سی و هفتمین سیارک کشف شده‌است که در ۸ اوت ۱۹۸۳ کشف شد.
قدر مطلق سیارک برابر ۱۳٫۰۰ است.